# Duitsland op het Eurovisiesongfestival 1964
Ein Lied für Kopenhagen was de West-Duitse voorronde voor het Eurovisiesongfestival 1964. De uitzending werd gepresenteerd door Hilde Nocker en vond plaats in Frankfurt am Main. Voor het eerst kreeg de Duitse preselectie de titel Ein Lied für, aangevuld met de plaatsnaam waar het songfestival dat jaar plaatsvond, in dit geval Kopenhagen.
Nora Nova won met Man gewöhnt sich so schnell an das Schöne en kreeg 0 punten op het Songfestival. Het lied heeft de langste titel in de geschiedenis van het Songfestival.
| Nr. | Vertolker        | Titel (Muziek/Tekst)                      | Plaats | Punten |
| --- | ---------------- | ----------------------------------------- | ------ | ------ |
| 01  | Fred Bertelmann  | Das macht dein Lächeln, Mona Lisa         | 19     | 3.     |
| 02  | Peter Kirsten    | Regenbogen, Regenbogen                    | XX     | X.     |
| 03  | René Kollo       | Wie vom Wind verweht                      | XX     | X.     |
| 04  | Gitta Lind       | Ein Chanson in der Nacht                  | 27     | 2.     |
| 05  | Nora Nova        | Man gewöhnt sich so schnell an das Schöne | 38     | 1.     |
| 06  | Gerhand Wendland | Wohin ist der Sommer                      | XX     | X.     |